# ميخائيل كوركوران
ميخائيل كوركوران (بالإنجليزية: Michael Corcoran)‏ هو ضابط أمريكي، ولد في 21 سبتمبر 1827 في مقاطعة سليجو في جمهورية أيرلندا، وتوفي في 22 ديسمبر 1863 في فيرفاكس في الولايات المتحدة.